# Cumania
El nombre Cumania se originó como el exónimo latino de la Confederación Cumano-Kipchak, que fue una confederación de pueblos túrquicos en la parte occidental de la estepa euroasiática, entre los siglos X y XIII. La confederación estaba dominada por dos tribus nómadas túrquicas: los cumanos (también conocidos como los polovtsianos o folban) y los kipchaks. Cumania era conocida en fuentes islámicas como Desht-i Qipchaq, que significa «Estepa de los Kipchaks»; o «tierra extranjera que alberga a los kipchaks», en las lenguas túrquicas. Fuentes rusas se han referido a Cumania como la «Estepa de los Polovtsianos» (Polovétskaya Step), o la «Llanura de los Polovcianos» (Pole Polovétskoe).
La Horda de Oro también fue conocida como «Comania» por el cronista armenio Haitón de Córico. «Cumania» también fue la fuente de nombres, o nombres alternativos, para varias áreas más pequeñas, algunas de ellas desconectadas geográficamente del área de la confederación, en las que se asentaron cumanos o kipchaks, como la región histórica de Kunság en Hungría, y la antigua diócesis de Cumania (entre Rumania y Hungría). Haitón describió a Cumania como «totalmente llana y sin árboles». Ibn Battuta dijo de Cumania: «Este desierto es verde y cubierto de hierba sin árboles, ni colinas, altas o bajas... no hay forma de viajar en este desierto, excepto en carros». El contemporáneo de Battuta, Hamdallah Mustawfi, dijo: «Esto es del Sexto Clima, sus llanuras tienen un excelente pastoreo... pero aquí hay pocas casas o pueblos o aldeas. La mayoría de los habitantes son nómadas de la llanura... La mayoría de los las tierras aquí son pantanos... Sin embargo, el pastoreo es excelente, los caballos y el ganado son numerosos, y la población en su mayor parte subsiste de sus productos. El clima es frío y su agua proviene de manantiales y pozos».